# Guo Hanyu
Dans ce nom chinois, le nom de famille, Guo, précède le nom personnel.
Guo Hanyu, née le 18 mai 1998, en Chine, est une joueuse chinoise de tennis.

## Carrière professionnelle
Guo Hanyu fait ses débuts sur le circuit WTA en 2017.
Le 23 septembre 2023, elle remporte son premier titre WTA en double, associée à sa compatriote Jiang Xinyu, lors du tournoi de Guangzhou. Depuis, elle a remporté 3 titres de plus dont Monterrey et Adélaïde en catégorie WTA 500.

## Palmarès

### Titres en double dames
| No | Date       | Nom et lieu du tournoi                        | Catégorie | Dotation    | Surface      | Partenaire       | Finalistes                      | Score             |          |
| -- | ---------- | --------------------------------------------- | --------- | ----------- | ------------ | ---------------- | ------------------------------- | ----------------- | -------- |
| 1  | 18-09-2023 | Galaxy Holding Group Guangzhou Open Guangzhou | WTA 250   | 259 303 $   | Dur (ext.)   | Jiang Xinyu      | Eri Hozumi Makoto Ninomiya      | 6-3, 7-64         | Parcours |
| 2  | 19-08-2024 | Abierto GNP Seguros Monterrey                 | WTA 500   | 922 573 $   | Dur (ext.)   | Monica Niculescu | Giuliana Olmos Alexandra Panova | 3-6, 6-3, [10-4]  | Parcours |
| 3  | 28-10-2024 | Jiangxi Open Jiujiang                         | WTA 250   | 267 082 $   | Dur (ext.)   | Moyuka Uchijima  | Katarzyna Piter Fanny Stollár   | 7-65, 7-5         | Parcours |
| 4  | 06-01-2025 | Adélaïde International Adélaïde               | WTA 500   | 1 064 510 $ | Dur (ext.)   | Alexandra Panova | B. Haddad Maia Laura Siegemund  | 7-5, 6-4          | Parcours |
| 5  | 22-06-2025 | Bad Homburg Open by Solarwatt Bad Homburg     | WTA 500   | 1 064 510 $ | Gazon (ext.) | Alexandra Panova | Lyudmyla Kichenok Ellen Perez   | 4-6, 7-64, [10-5] | Parcours |

### Finales en double dames
| No | Date       | Nom et lieu du tournoi                  | Catégorie | Dotation    | Surface      | Vainqueures                       | Partenaire           | Score             |          |
| -- | ---------- | --------------------------------------- | --------- | ----------- | ------------ | --------------------------------- | -------------------- | ----------------- | -------- |
| 1  | 25-09-2023 | Ningbo Open Ningbo                      | WTA 250   | 259 303 $   | Dur (ext.)   | Laura Siegemund Vera Zvonareva    | Jiang Xinyu          | 4-6, 6-3, [10-5]  | Parcours |
| 2  | 08-01-2024 | Hobart international Hobart             | WTA 250   | 267 082 $   | Dur (ext.)   | Chan Hao-ching Giuliana Olmos     | Jiang Xinyu          | 6-3, 6-3          | Parcours |
| 3  | 29-01-2024 | Thailand Open Hua Hin                   | WTA 250   | 267 082 $   | Dur (ext.)   | Miyu Kato Aldila Sutjiadi         | Jiang Xinyu          | 6-4, 1-6, [10-7]  | Parcours |
| 4  | 18-05-2025 | Internationaux de Strasbourg Strasbourg | WTA 500   | 1 064 510 $ | Terre (ext.) | Tímea Babos Luisa Stefani         | N. Melichar-Martinez | 6-3, 64-7, [10-7] | Parcours |
| 5  | 07-08-2025 | Cincinnati Open Cincinnati              | WTA 1000  | 5 152 599 $ | Dur (ext.)   | Gabriela Dabrowski Erin Routliffe | Alexandra Panova     | 6-4, 6-3          | Parcours |

### Finales en double en WTA 125
| No | Date       | Nom et lieu du tournoi                     | Catégorie | Dotation  | Surface      | Vainqueures                        | Partenaire | Score             |         |
| -- | ---------- | ------------------------------------------ | --------- | --------- | ------------ | ---------------------------------- | ---------- | ----------------- | ------- |
| 1  | 05-09-2017 | Dalian Women's Tennis Open Dalian          | WTA 125   | 115 000 $ | Dur (ext.)   | Lu Jing-Jing You Xiaodi            | Ye Qiuyu   | 7-62, 4-6, [10-5] | Tableau |
| 2  | 30-04-2018 | Bloomage International Kunming Open Anning | WTA 125   | 115 000 $ | Terre (ext.) | Dalila Jakupović Irina Khromacheva | Sun Xuliu  | 6-1, 6-1          | Tableau |

## Parcours en Grand Chelem

### En double dames
| 2024 | 1/8 de finale Jiang X. \|\| style="text-align:left;" \| G. Dabrowski E. Routliffe | 1er tour (1/32) Jiang X. \|\| style="text-align:left;" \| L. Fernandez E. Routliffe | 1er tour (1/32) Jiang X. \|\| style="text-align:left;" \| L. Fernandez E. Shibahara | 1er tour (1/32) M. Niculescu \|\| style="text-align:left;" \| M. Lumsden A. Sisková |  |
| 2025 | 1/8 de finale A. Panova \|\| style="text-align:left;" \| M. Kostyuk E.G. Ruse     | 1er tour (1/32) E. Shibahara \|\| style="text-align:left;" \| J. Burrage S. Kartal  | 2e tour (1/16) A. Panova \|\| style="text-align:left;" \| T. Babos L. Stefani       |                                                                                     |  |

N.B. : le nom de la partenaire se trouve sous le résultat ; les noms des ultimes adversaires se trouvent à droite.

## Parcours en WTA 1000
Les tournois WTA « Premier Mandatory » et « Premier 5 » (entre 2009 et 2020) et WTA 1000 (à partir de 2021) constituent les catégories d'épreuves les plus prestigieuses, après les quatre levées du Grand Chelem. 

De 2009 à 2023, les tournois Premier Mandatory (dits tournois WTA 1000 obligatoires entre 2021 et 2023) regroupent Indian Wells, Miami, Madrid et Pékin, les autres constituant les tournois Premier 5 (tournois WTA 1000 non-obligatoires). À partir de 2024, le nombre de tournois WTA 1000 passe à 10 par saison (fin de l’alternance Doha / Dubaï), ces derniers devenant tous obligatoires et offrant tous 1000 points à la vainqueure (contre 900 points précédemment pour les tournois Premier 5).

### En simple dames
| Année |       |              |       |        |      |        |            |                           |       |       |  |  |
| Doha  | Dubaï | Indian Wells | Miami | Madrid | Rome | Canada | Cincinnati | Pékin                     | Wuhan | Wuhan |  |  |
| Doha  | Dubaï | Indian Wells | Miami | Madrid | Rome | Canada | Cincinnati | Pékin                     | Wuhan | Wuhan |  |  |
| Doha  | Dubaï | Indian Wells | Miami | Madrid | Rome | Canada | Cincinnati | Pékin                     | Wuhan | Wuhan |  |  |
| 2025  |       |              |       |        |      |        |            | 2e tour (1/32) I. Świątek |       |       |  |  |

Sous le résultat, l’ultime adversaire.
1. 1 2   Les tournois de Doha et Dubaï alternent le statut de tournoi WTA 1000 (ex Premier 5) entre 2009 et 2023 : les trois premières éditions ont lieu à Dubaï, les trois suivantes à Doha, puis Dubaï accueille le tournoi de cette catégorie les années impaires et Dubaï les années paires. De 2011 à 2023, la ville qui n’accueille pas de WTA 1000 organise à la place un tournoi WTA 500 (ex Premier).
2. 1 2 3 4 5 6   L’ordre de déroulement des tournois a évolué depuis 2009 : Rome se dispute avant Madrid et Cincinnati avant Montréal/Toronto jusqu’en 2010, tandis que Tokyo (2009-2013)-Wuhan (2014-2019, 2024-)-Guadalajara (2022-2023) ont lieu avant Pékin jusqu’en 2023.

## Classements WTA en fin de saison
| Année          | 2015 | 2016 | 2017 | 2018 | 2019 | 2020 | 2021 | 2022 | 2023 | 2024 |
| Rang en simple | 848  | 427  | 286  | 469  | 363  | 362  | 588  | –    | 432  | 505  |
| Rang en double | –    | 419  | 207  | 152  | 306  | 323  | 535  | –    | 73   | 35   |

Source : (en) Classements de Guo Hanyu sur le site officiel de la Fédération internationale de tennis